# 한국폴리텍VII대학 부산캠퍼스
한국폴리텍VII대학 부산캠퍼스(Busan Campus Of Korea Polytechnic VII, 부산폴리텍, 부산기능대학)는 한국폴리텍VII대학의 본부대학이며, 1995년 3월 전신인 부산기능대학으로 설립 이후 부산울산경남권에 있는 대학 중에서 1위이며, 창원캠퍼스, 울산캠퍼스, 동부산캠퍼스, 진주캠퍼스, 바이오대학과 같이 취업률이 상위권에 있는 대학이다. 슬로건은 '평생기술로 평생직업을'이고, 한국폴리텍대학 최초로 F·L System을 개발하고 최초로 사용한 지역이다.

## 연혁
- 1978년 4월 공공직업훈련법인으로 설립
- 1979년 10월 일반과정(5개공과) 교육 개시
- 1995년 3월 산업학사학위과정 3개학과 교육개시
- 1995년 3월 부산기능대학 설립
- 1997년 2월 기능장과정 1개학과 신설
- 1997년 3월 기능장과정 2개학과 폐지
- 1999년 1월 학위과정 제1회 졸업
- 1999년 5월 기능장과정 2개학과 신설
- 2000년 3월 창업보육센터 개소
- 2002년 3월 교명변경 (부산기능대학 → 부산 디지털 정보 기능대학)
- 2006년 3월 교명변경 (부산기능대학 → 한국폴리텍VII 부산대학)
- 2007년 3월 '한국폴리텍VII대학 부산캠퍼스'로 교명 변경

## 같이 보기
- 대한민국의 교육